# Куэльяр, Хауме
Ха́уме Альбе́рт Куэ́льяр Мендо́са (исп. Jaume Albert Cuéllar Mendoza; род. 23 августа 2001, Гранольерс) — боливийский и испанский футболист, нападающий клуба «Луго» и сборной Боливии. Выступает на правах аренды за клуб «Барселона Атлетик».

## Клубная карьера
Хауме Куэльяр родился 23 августа 2001 года в Гранольерс, Испания в семье боливийских родителей. Он является воспитанником «Ла Масии», знаменитой академии «Барселоны», где играл с 2015 по 2017 год. В 2017 году Куэльяр перешёл в итальянский СПАЛ. 4 декабря 2019 года Хауме дебютировал в профессиональном футболе, заменив Серджо Флоккари на последних минутах кубка Италии против «Лечче» (5:1). 22 июля он дебютировал в Серии А, выйдя на замену в матче против «Ромы», проигранном со счетом 6:1.

## Карьера в сборной
Куэльяр мог выступать за национальные сборные Боливии и Испании, в итоге сделав свой выбор в пользу Боливии, в составе которой принял участие в чемпионате Южной Америки до 17 лет. 4 октября 2020 года он получил свой первый вызов в основную сборную Боливии на отборочные матчи чемпионата мира 2022 года против Бразилии и Аргентины, в которых, однако, не использовался. 11 июня 2021 года нападающий был включён в заявку сборной на Кубок Америки, а четыре дня спустя дебютировал в стартовом составе в матче против Парагвая (1:3), где был удалён за две жёлтые карточки по окончании первого тайма.

## Статистика

### Клубная
| Выступление      | Выступление      | Выступление      | Лига | Лига | Кубки | Кубки | Континент. | Континент. | Прочие | Прочие | Итого | Итого |
| Клуб             | Лига             | Сезон            | Игры | Голы | Игры  | Голы  | Игры       | Голы       | Игры   | Голы   | Игры  | Голы  |
| ---------------- | ---------------- | ---------------- | ---- | ---- | ----- | ----- | ---------- | ---------- | ------ | ------ | ----- | ----- |
| СПАЛ             | Серия A          | 2019/2020        | 2    | 0    | 1     | 0     | —          | —          | —      | —      | 3     | 0     |
| СПАЛ             | Серия B          | 2020/2021        | 0    | 0    | 0     | 0     | —          | —          | —      | —      | 0     | 0     |
| СПАЛ             | Итого            | Итого            | 2    | 0    | 1     | 0     | —          | —          | —      | —      | 3     | 0     |
| Всего за карьеру | Всего за карьеру | Всего за карьеру | 2    | 0    | 1     | 0     | —          | —          | —      | —      | 3     | 0     |

### Матчи за сборную
| № | Дата         | Соперник | Счёт | Турнир             |
| 1 | 15 июня 2021 | Парагвай | 1:3  | Кубок Америки 2021 |

Итого: 1 матч; 1 поражение.